# Qasaba de Radwan Bey

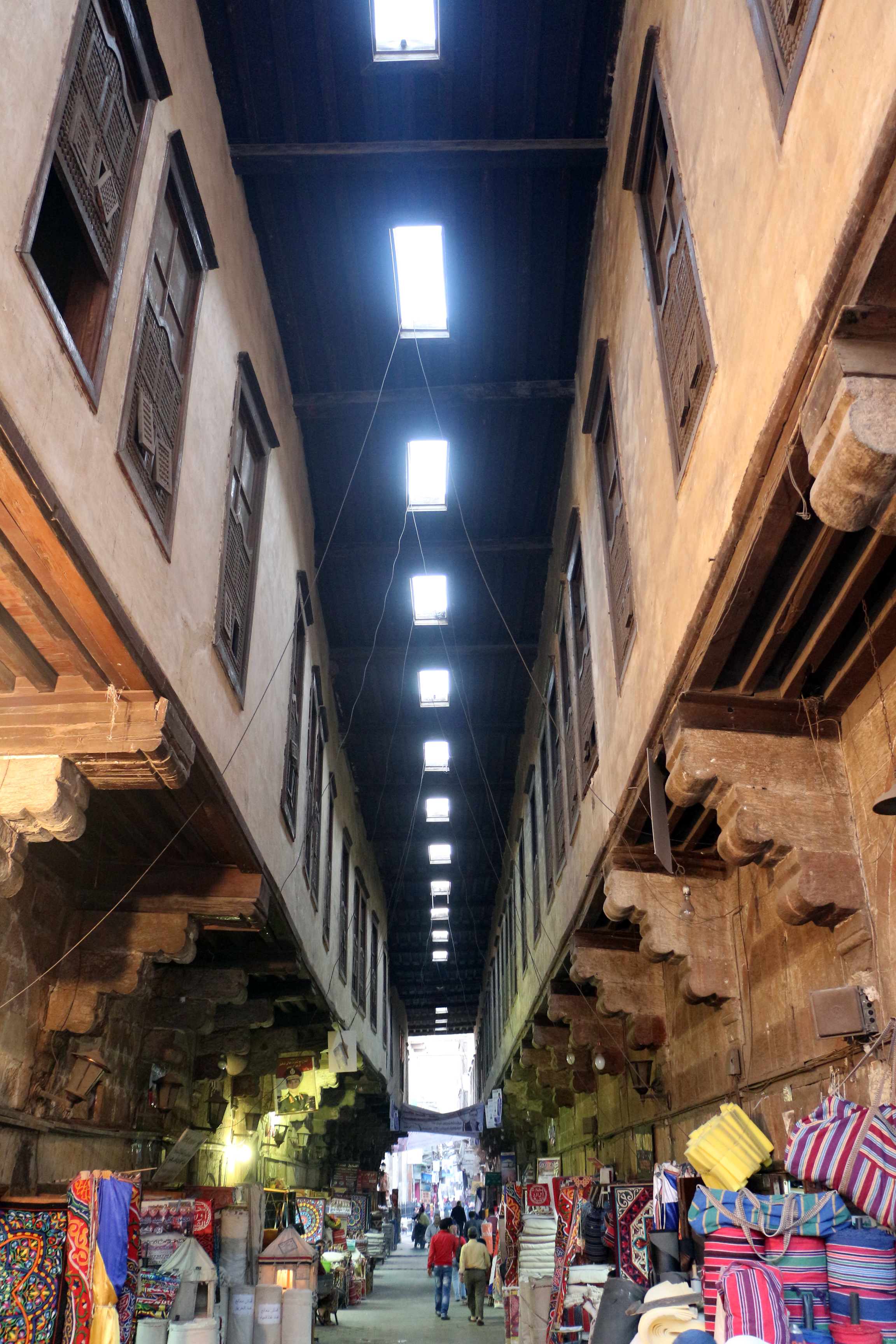
Vista de la qasaba de Radwan Bey, El Cairo, Egipto.

La Qasaba de Radwan Bey es un zoco y mercado bajo techo en El Cairo, Egipto, situado justo al sur de la puerta de Bab Zuweila y a las afueras de la histórica ciudad amurallada. Su construcción se terminó en 1650. Es el único ejemplo existente de una calle de mercado cubierta histórica en El Cairo. Hoy en día también es conocida como la calle de los fabricantes de tiendas o al-Khayamiya, el último gran mercado dedicado a la venta de textiles decorativos conocidos como khayamiya.

## Historia y antecedentes

### Radwan Bey
El mercado fue construido por Radwan (o Ridwan) Bey, un mameluco Bey que dominó la política de Egipto desde 1631 hasta 1656 (EC). Su influencia se basó en parte en el hecho de que ocupó durante 25 años notables el importante puesto de amir al-hajj, el funcionario encargado de organizar la peregrinación a La Meca (hajj) que partía de El Cairo todos los años.

### Construcción en elsigloXVII
El mercado se construyó en el contexto de una de varias empresas de urbanización llevadas a cabo por funcionarios poderosos y ricos en el siglo XVII que buscaban desarrollar los distritos del sur de El Cairo entre Bab Zuweila y la Ciudadela. Radwan Bey reorganizó y reconstruyó el distrito que anteriormente había sido ocupado por curtidurías en las afueras de Bab Zuweila. El área también había sido ocupada por varias residencias y algunos edificios religiosos más antiguos (como la Mezquita de Salih Tala'i y la Mezquita de al-Kurdi, ambas todavía en pie). Radwan Bey llevó a cabo una serie de construcciones desde al menos 1629 a 1647 (como se registra en los documentos waqf) Estableció no solo un nuevo mercado cubierto sino también un wikala (caravasar), un rab' (edificio de apartamentos de alquiler), un zawiya, un sabil (dispensario público de agua), dos mezquitas menores y el propio palacio/ mansión de Radwan Bey. Estos diversos elementos estaban más o menos conectados entre sí y formaban un gran complejo. El palacio de Radwan Bay estaba adyacente al mercado y ubicado justo al sur, en el lado oeste de la calle. (Solo una pequeña parte permanece hoy.) El sitio de su mansión también había sido el sitio de otros palacios desde el siglo XIII. Directamente al norte del palacio se encontraba el wikala o caravasar, también adyacente al mercado.
La ubicación del complejo de Radwan Bey siguió una lógica clara en la geografía económica de El Cairo en ese momento. Desde la época fatimí (siglo X), el principal eje comercial de El Cairo era una calle con orientación norte-sur que discurría entre Bab Zuweila y Bab Futuh (las puertas sur y norte de la ciudad fatimí, respectivamente). Esta calle se conoce hoy como calle al-Mu'izz, pero también se la conocía como qasaba ("avenida"). Había sido el centro de la actividad comercial y económica de la ciudad desde su fundación fatimí. (El famoso Khan al-Khalili, por ejemplo, se encuentra a lo largo de este eje.) Al sur de Bab Zuweila, más allá de las antiguas murallas fatimíes, la carretera continuaba hacia el sur hasta la calle Saliba (cerca de la mezquita de Ibn Tulun) y finalmente hasta el Qarafa o cementerio del sur de El Cairo. En el siglo XVII, partes de esta calle se ensancharon y enderezaron a lo largo de áreas de nueva construcción. La construcción de Radwan Bey ayudó así a extender el principal eje comercial de El Cairo más al sur más allá de Bab Zuweila a medida que la ciudad se desarrollaba en esta dirección.

### Tiempos modernos
Con el tiempo, muchos de los elementos del desarrollo original de Radwan Bey han desaparecido o se han reconstruido, pero el mercado cubierto permanece relativamente bien conservado y es uno de los ejemplos restantes más impresionantes de edificios comerciales/económicos construidos específicamente en el Cairo histórico. Solo quedan fragmentos de la mansión de Radwan. Se realizaron obras de restauración en el mercado entre 2002 y 2004 para restaurar las fachadas de las calles.
El mercado cubierto se construyó originalmente para albergar a los zapateros en la época de Radwan Bey. Hoy, sin embargo, el área se conoce popularmente como al-Khayamiya o Souq al-Khayamiya, un mercado dedicado a la venta de textiles de khayamiya, un tipo de textil de aplicación decorativa tradicional que se utiliza para la fabricación de tiendas de campaña.

## Descripción arquitectónica
Todo el complejo construido por Radwan Bey se extendía alrededor de 150 metros a lo largo de la calle principal. Unos 50 metros o más de esta calle están cubiertos por un techo de madera perforado con tragaluces. A ambos lados de la calle, la planta baja del edificio está construida en piedra y cuenta con grandes vanos o espacios para comercios que dan a la calle, mientras que el nivel superior está construido en madera y está sostenido por gruesas ménsulas de madera a intervalos regulares que lo permiten para proyectar más sobre la calle. Estos pisos superiores proporcionaban apartamentos donde los artesanos u otras personas podían vivir (un tipo de edificio al que se hace referencia en los documentos como rab').
Partes de la mansión de Radwan también permanecen en el extremo sur del mercado cubierto, en el lado occidental de la calle. Aquí, un portal de piedra conduce a un patio que una vez fue parte del palacio. Aquí se pueden ver algunas ventanas de mashrabiya (pantalla de madera) y, en el lado sur, una maq'ad o logia del segundo piso que una vez dio al patio de la casa. Todavía quedan algunos mármoles decorativos a lo largo de las paredes de la maq'ad.

## Galería

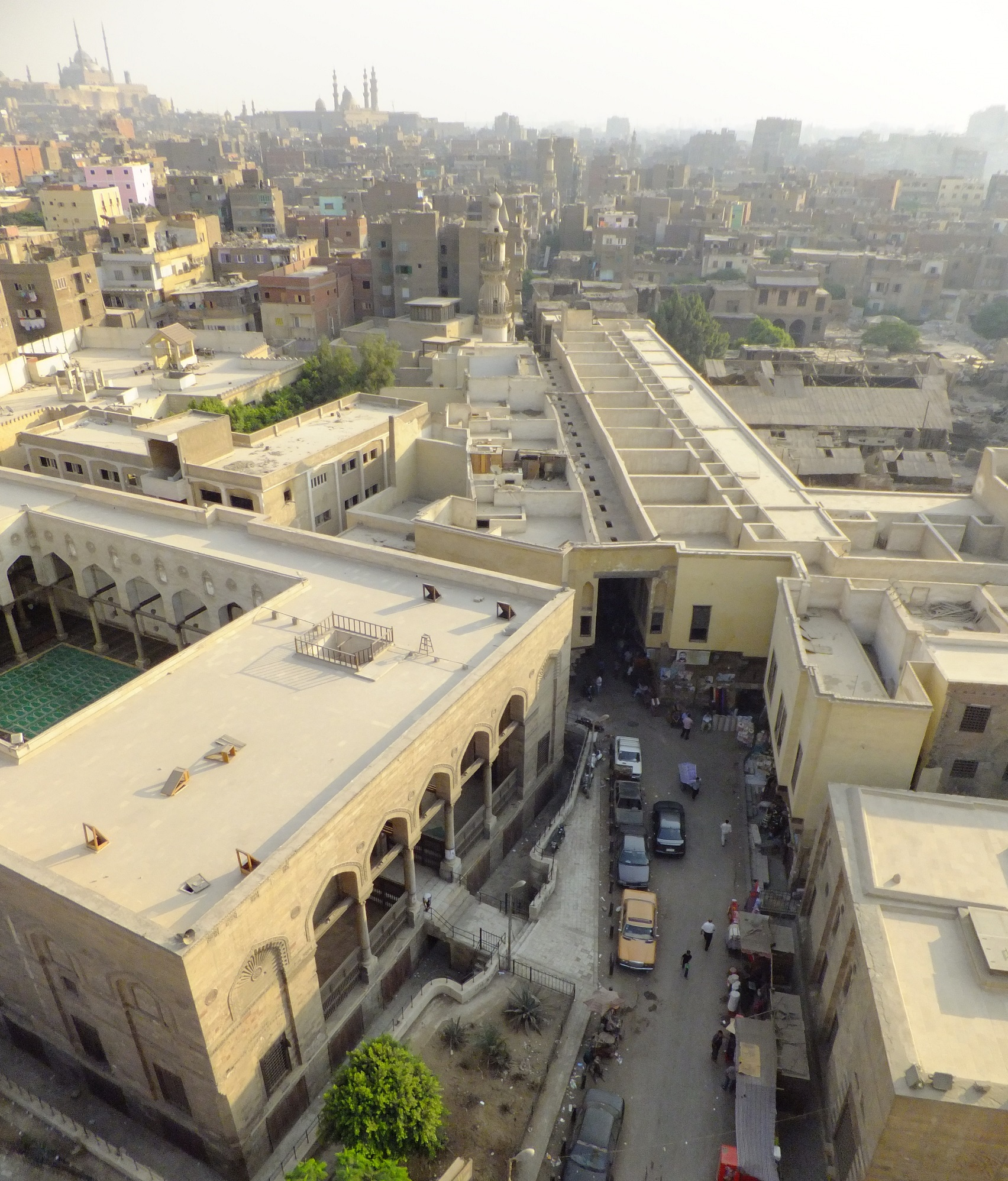
Vista de la qasaba (centro) desde arriba, desde uno de los minaretes de Bab Zuweila. (El edificio de la parte inferior izquierda es la Mezquita de Salih Tala'i ).
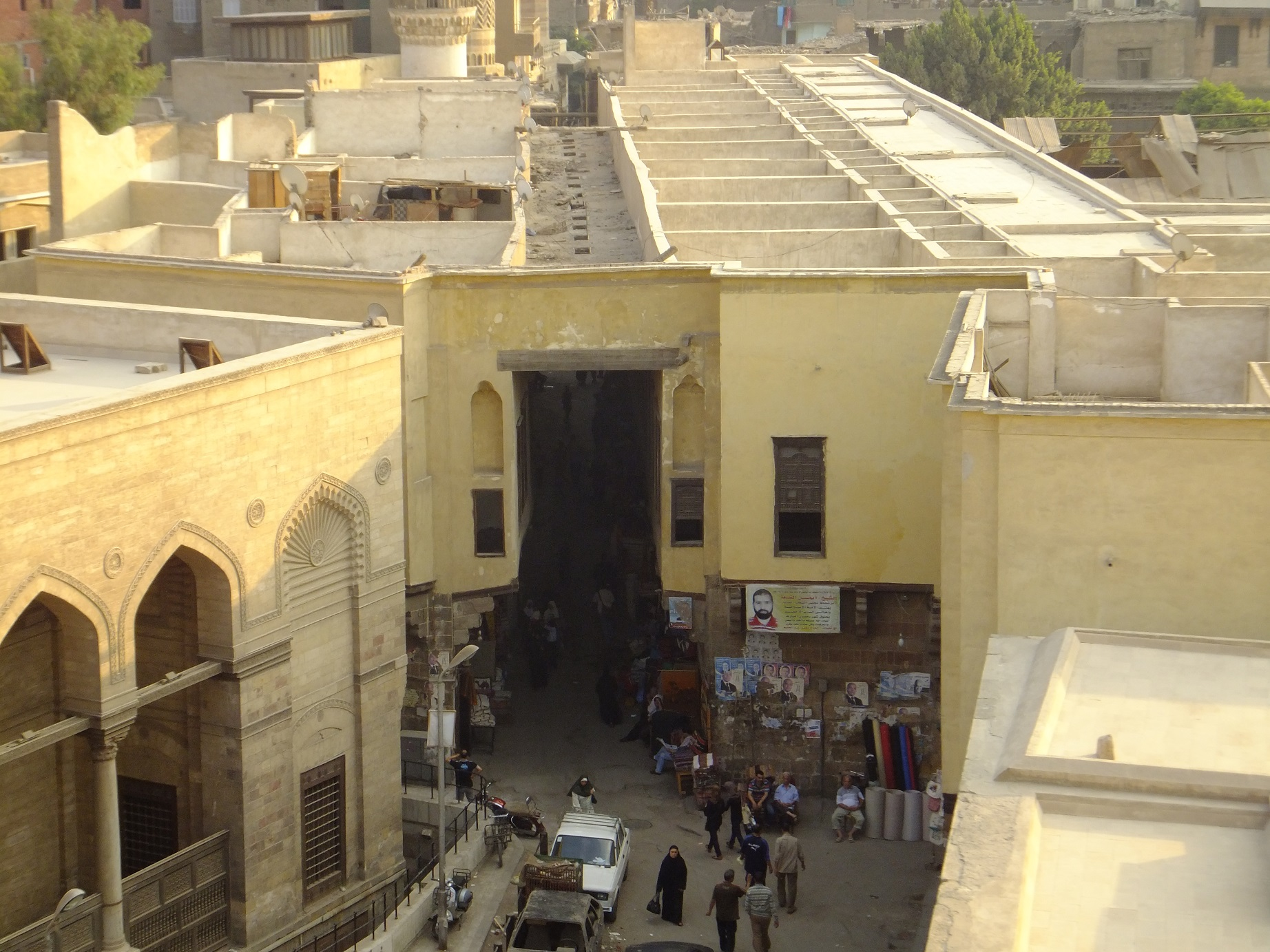
La entrada norte de la qasaba.
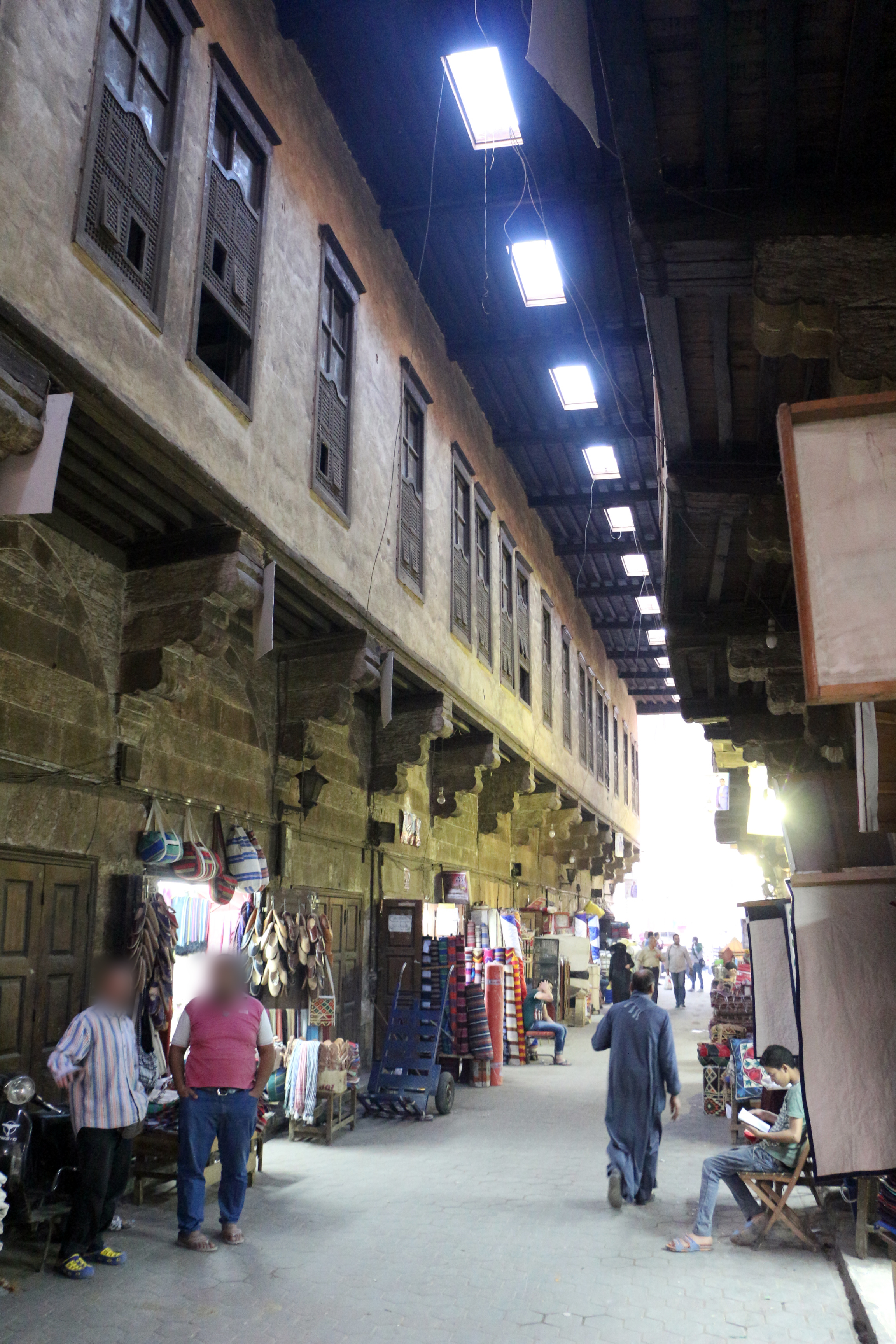
La calle.
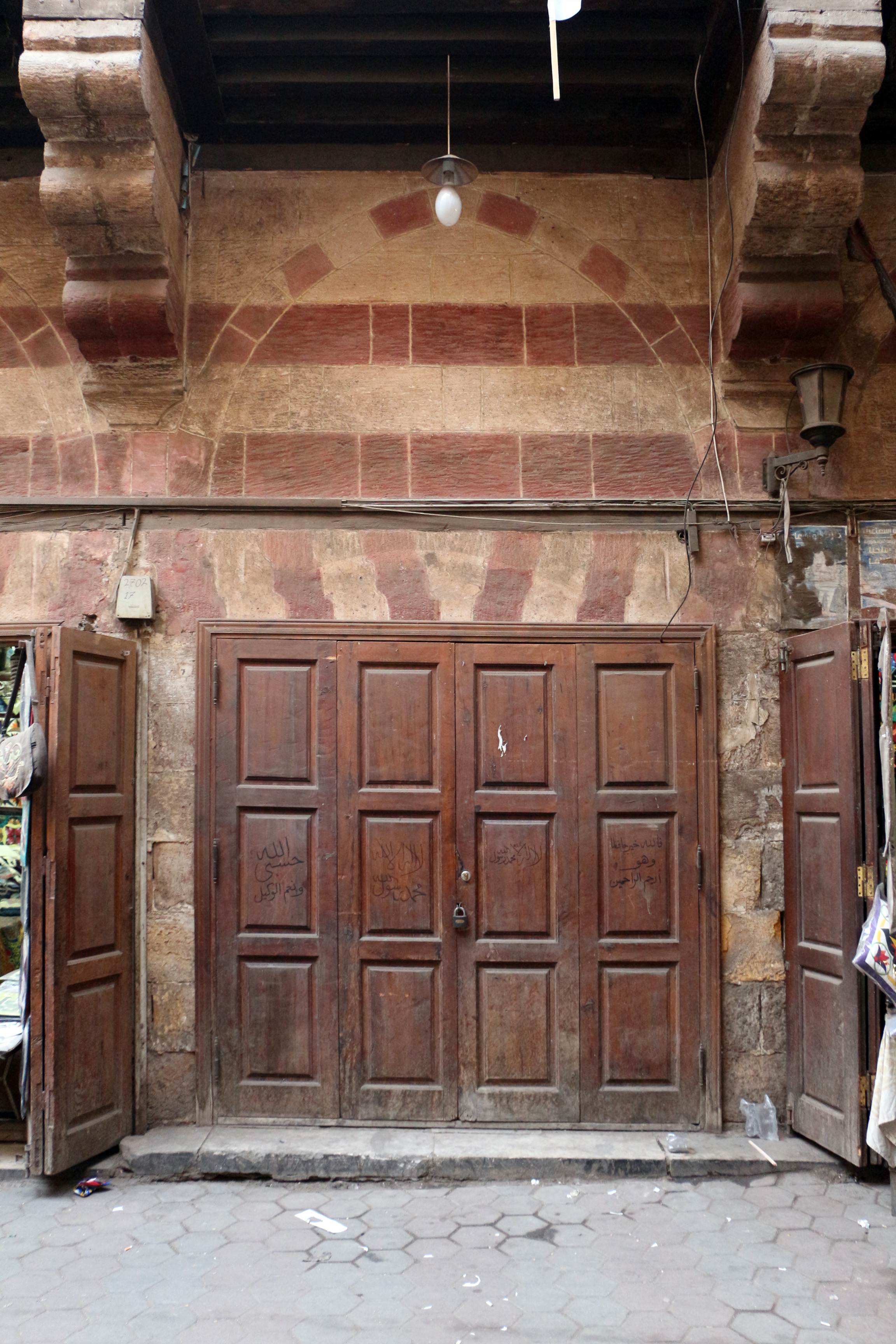
Una de las bahías a pie de calle ocupada por comercios.
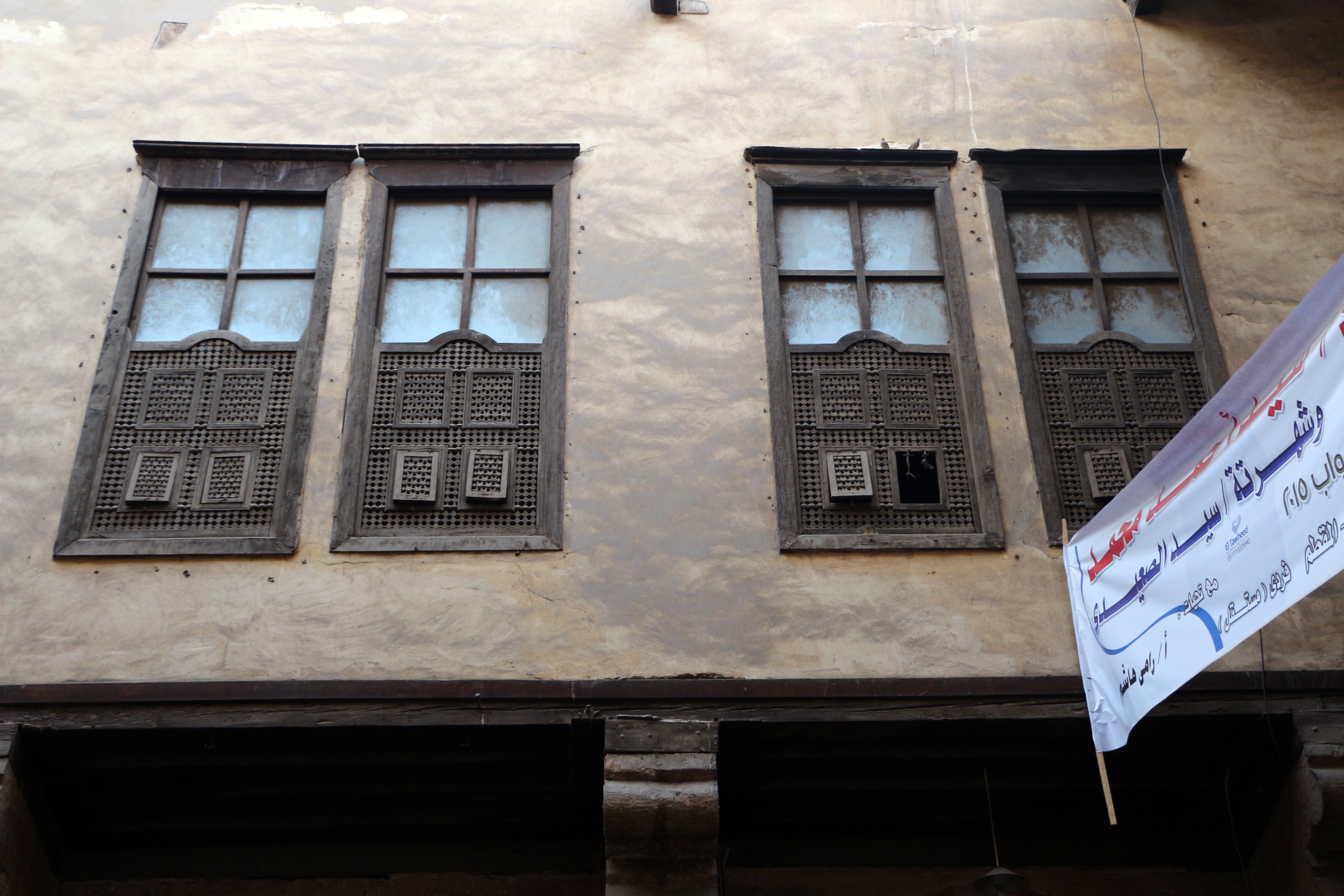
Ventanas de la planta superior que dan a la calle, ocupadas por viviendas habitables.
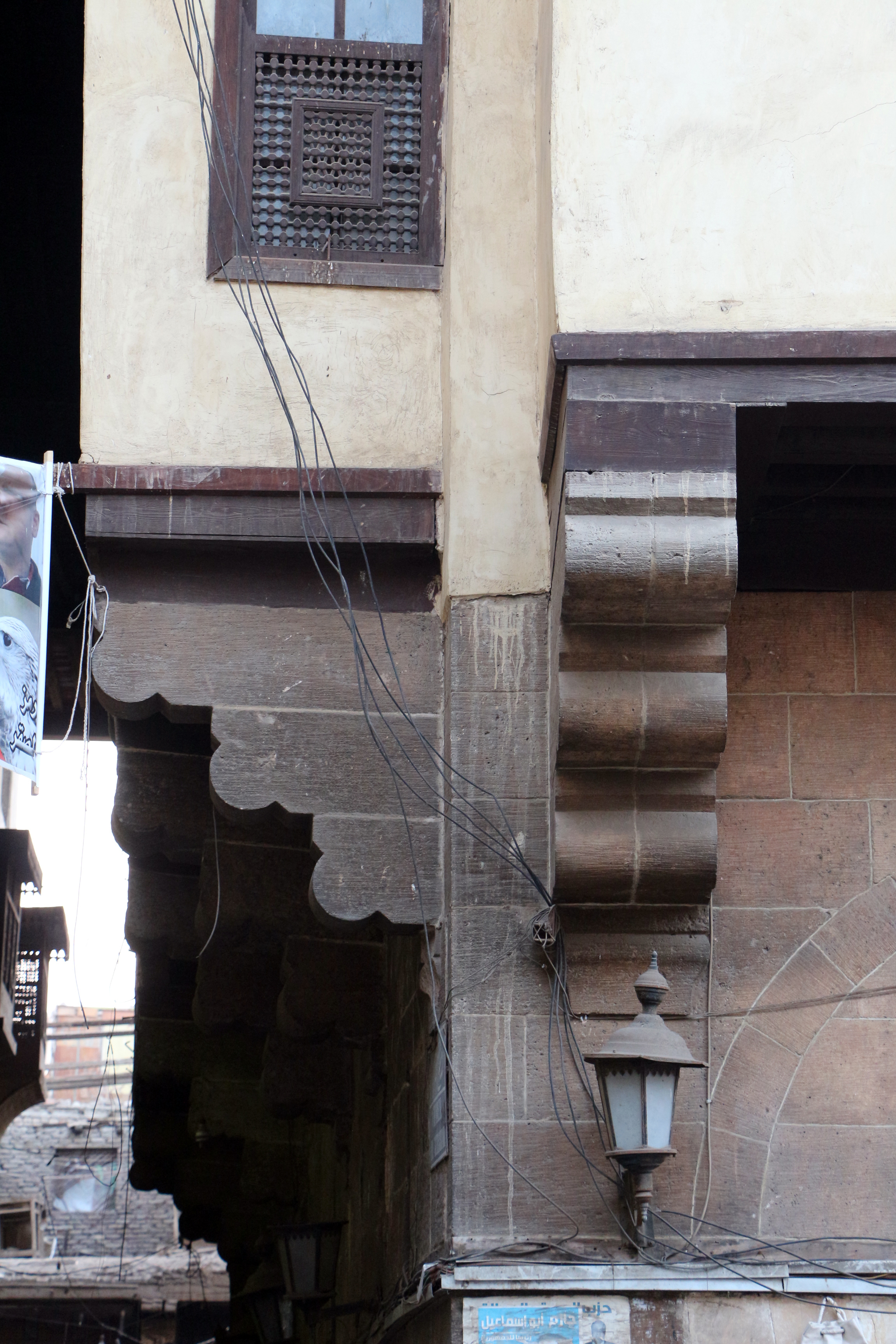
Las ménsulas que sostienen el piso superior.
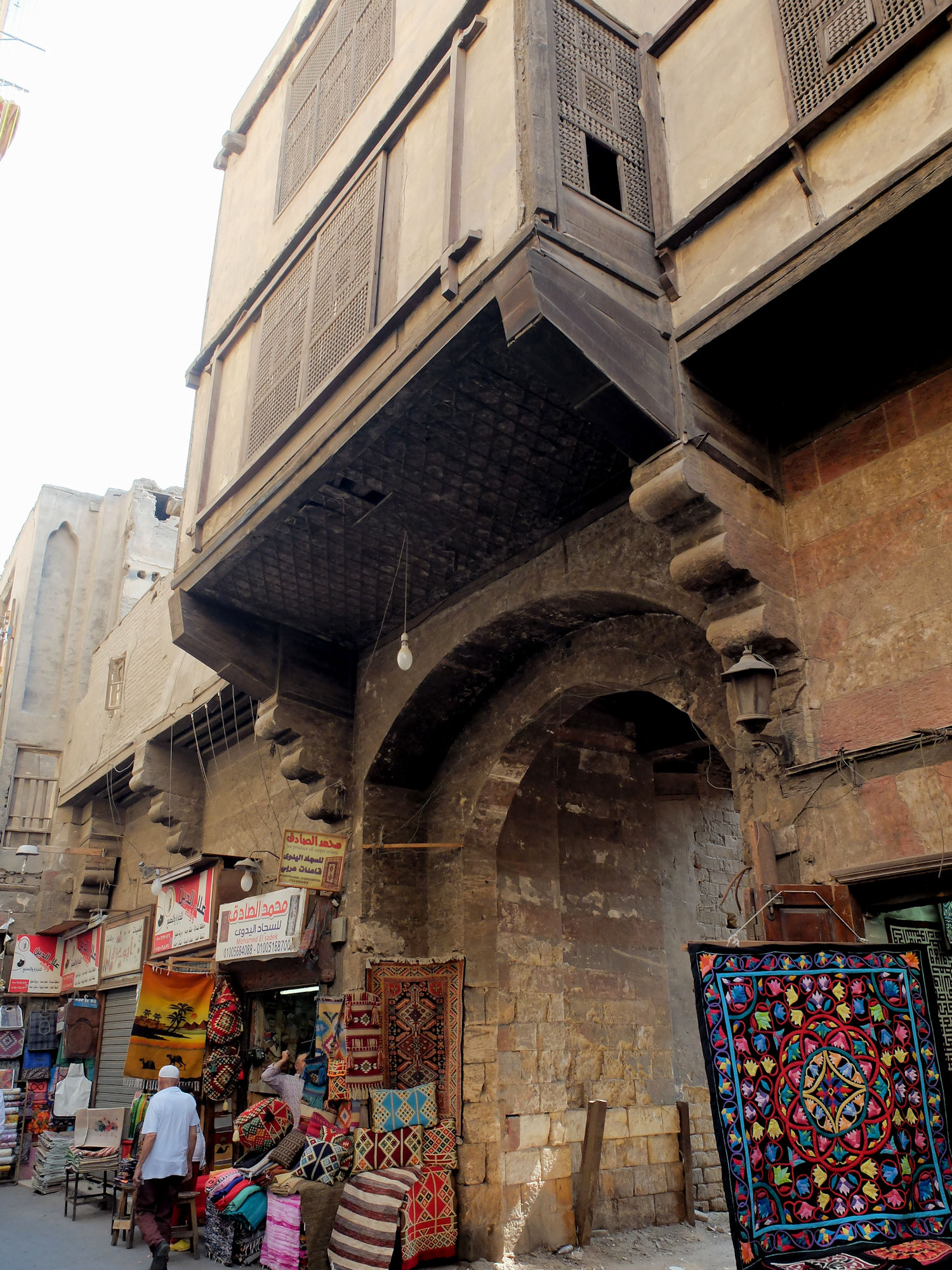
Entrada a la antigua mansión de Radwan Bey, en el extremo suroeste del mercado (frente a la mezquita al-Kurdi ).